# Буддеталь (зупинний пункт)
Буддета́ль — пасажирський залізничний зупинний пункт Шевченківської дирекції Одеської залізниці.
Розташований на південному сході Соснівського району Черкас Черкаської області на лінії Імені Тараса Шевченка — Золотоноша I між станціями Білозір'я (12 км) та Черкаси (3 км).
На платформі зупиняються приміські дизель-поїзди.